# Teresa Vera
Teresa Vera Domínguez (Comalcalco ,14 de abril de 1834-Villahermosa, 29 de mayo de 1859) fue una poetisa mexicana, una de las pocas mujeres incluidas por Francisco Sosa Escalante en sus biografías de Mexicanos Ilustres. En su biografía Jesús López la llama «la niña de Comali» y la considera una precursora de la poesía en Tabasco. En cambio, Eduardo Delgado Fabián y Leticia Romero Chumacero piensan que debe su notoriedad a su terrible suicidio.

## Biografía
Teresa fue hija del matrimonio formado por Justo Vera y Gregoria Domínguez, quienes murieron de vómito negro cuando era pequeña. Ella y sus hermanos, Candelario, Antonio y Gregoria, pasaron al cuidado de su abuela materna, Estefanía Domínguez, quien les proporcionó lo indispensable para vivir, una educación rudimentaria y el gusto por la lectura. 
Al poco tiempo Buenaventura Margalli, tenedor de libros, como entonces se llamaba a los contadores, se casó con Gregoria, la hermana mayor de Teresa. La pareja llevó a la familia a residir a su finca llamada Paso Real, en la zona tabasqueña que hoy se conoce como Tierra Colorada. Vivir ahí le permitió conocer la entonces Villa Hermosa de San Juan Bautista y ver su agitado puerto sobre el río Grijalva, lleno de bullicio y de comerciantes. 

## La guerra con Estados Unidos
La guerra fue para Teresa Vera una etapa que le permitió dedicarse casi por completo a la lectura en la biblioteca de su cuñado Margalli, pues la inseguridad se tradujo para los habitantes de la zona en el encierro hogareño. La noche del 25 al 26 de octubre de 1846 Villahermosa fue cañoneada desde el río por el barco de vapor “Mississippi”. La cuadrilla naval del comodoro Matthew C. Perry contaba con más de 2 mil hombres armados y tres buques menores artillados, mientras que la capital tabasqueña tenía solo unos 500 hombres al mando de Juan Bautista Traconis. 

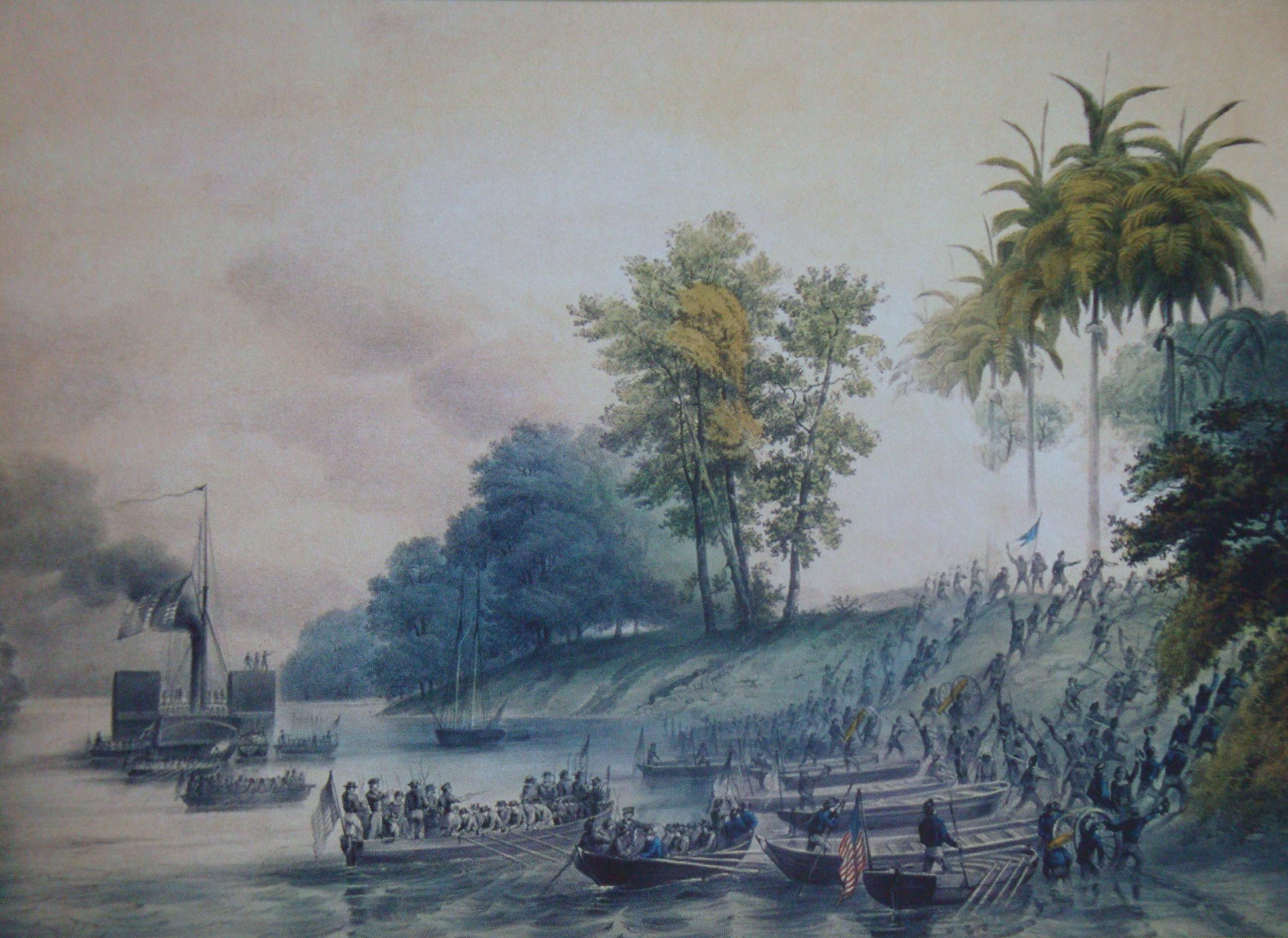
Desembarco de tropas estadounidenses en San Juan Bautista en 1847.

El objetivo de Perry era apoderarse de los barcos para reforzar su cerco naval en el Golfo, desde Tamaulipas a Campeche, así que tras hacerse de las embarcaciones "Petrita" y "Amado", el “Mississippi” se fue al puerto de Frontera, en la desembocadura del Grijalva. Al año siguiente, el 16 de junio de 1847 los estadounidenses volvieron a invadir Villahermosa, donde permanecieron 35 días, al cabo de los cuales incendiaron y devastaron la ciudad, como respuesta a las continuas guerrillas y ataques de la población de que fueron objeto.

## Difusión y muerte
Aunque la Villa Hermosa de San Juan Bautista tardó muchos años en ser reconstruida, el comercio se reorganizó rápidamente para volver a abastecer las necesidades de maderas preciosas, granos y carne. La ciudad recuperó su agitación festiva. 
En ese entorno, Teresa Vera cumplió 20 años y continuó su educación autodidacta. Tabasco se convirtió en zona de emigración para quienes huían de la Guerra de castas de la península de Yucatán. Entre los refugiados, su cuñado Margalli consiguió un tutor que completara su educación: el maestro José Dolores Castro. Con él, Teresa descubrió su vocación para la poesía el amor por su maestro, quien dejó claro que no le correspondería. Ella le escribía versos apasionados bajo el fácilmente reconocible seudónimo de Esther Rave y los repartía a las jóvenes vecinas. 
La intensidad de sus versos reflejaba sus lecturas del Romanticismo y sus amores sin esperanza. Pronto su obra circuló y el escándalo no se hizo esperar. Ella preparó para sí un veneno a partir de antimonio y fósforo. Lo ingirió y se metió al río Grijalva esperando ahogarse, pero fue rescatada aún con vida. Sus grandes sufrimientos se prolongaron varios días. Era imposible salvarla. Cuando murió acababa de cumplir 25 años.
A raíz de su suicidio en mayo de 1859, se publicaron algunas de sus poesías en El demócrata bajo el anagrama de su nombre: Ester Arave. Otras permanecen inéditas.
Manuel Sánchez Mármol seleccionó tres poemas de Teresa Vera para la antología de Poetas yucatecos y tabasqueños que publicó junto con Alonso de Regil y Peón en 1861. Francisco Sosa Escalante citó lo que anotaron sobre ella:

Si, como tantas veces se ha dicho, el amor es la historia de la mujer, en pocas se ha cumplido como en nuestra poetisa. Dotada de una exquisita sensibilidad y de una imaginación ardiente, amó con pasión de poeta y con ternura de mujer; con ese amor que, hijo del cielo, pasa sobre la tierra sin que nadie le comprenda porque no puede confundirse con ningún otro afecto humano. Su alma pura, noble y generosa, vivió siempre bajo el yugo opresor de los dolores y los amargos desengaños, único patrimonio de los seres sensibles, marchitaron en flor sus doradas ilusiones.
Sosa, F. “Teresa...” p. 1084-1085.

Además, Sosa reprodujo uno de sus versos:

Aquí rodeada de silencio y calma,

La soledad y mi dolor bendigo;

Aquí padece y se lamenta el alma:

Nadie es aquí de mi dolor testigo.

Por su parte, Fabián y Chumacero consignaron:

(...) En su Historia crítica de la poesía en México, de 1883, el influyente conde de Heras, don Francisco Pimentel, la consideró “poco correcta, pero tierna y apasionada”... José María Vigil publicó dos poemas de Vera en Poetisas mexicanas, magna antología preparada para representar a México en el extranjero. Precisamente fuera del país, en España, Concepción Gimeno publicó un artículo donde mencionó a la tabasqueña entre poetisas mexicanas tan ilustres en esa centuria, como Isabel Prieto, Esther Tapia, Laura Méndez, Laureana Wright, Rosa Carreto, Refugio Barragán, Josefina Pérez e Isabel Pesado.
Eduardo Delgado Fabián y Leticia Romero Chumacero, “Por gracia pediré...